# Деструктология
Деструктоло́гия — направление, созданное в 2018 году российским религиоведом Романом Силантьевым, представившим его как «научную дисциплину». По определению автора, деструктология рассматривает «деструктивные образования» и «вызовы, угрожающие жизни, здоровью и благосостоянию людей».
В 2019 году в Московском государственном лингвистическом университете, где Силантьев являлся профессором, была открыта лаборатория деструктологии, а Силантьев стал её руководителем. Широкое внимание деструктология привлекла в мае 2023 года, когда на основании «деструктологической судебной экспертизы», проведённой лабораторией, было возбуждено уголовное «театральное дело» и арестованы режиссёр Женя Беркович и драматург Светлана Петрийчук. В связи с этим ряд российских учёных подписал открытое письмо, где было заявлено о псевдонаучном характере деструктологии и недопустимости её использования для судебной экспертизы.
30 июня 2023 года Российский федеральный центр судебной экспертизы при Министерстве юстиции в ответ на адвокатский запрос по «театральному делу» заявил, что «деструктологической судебной экспертизы» не существует, поскольку «деструктология не является наукой» и не содержит «общепринятых научных и практических данных».

## Основы деструктологии
В 2018 году Силантьев провозгласил создание им деструктологии. Согласно его основополагающей работе объектом предложенной им прикладной научной дисциплины, «призванной оказывать серьёзное противодействие угрозам национальной безопасности России», являются «деструктивные новообразования»
(организации, группы, игровые увлечения), которые могут приводить к:
1. потере времени и денег (пример — лженаучные обучающие курсы),
2. или также здоровья (пример — Фалуньгун),
3. или несущие угрозу жизни участников (пример — суицидальная группа «Синий кит»),
4. или, наконец, экстремистские и террористические группы и религиозные секты.

Предметом деструктологии являются причины и закономерности возникновения, признаки и особенности деструктивных новообразований, и взаимосвязи между ними.
В начале 2019 года в МГЛУ была открыта лаборатория деструктологии под руководством Силантьева, которая проводит «лингвистические, психологические, религиоведческие, политологические и социологические экспертизы любой сложности» для использования в судах, а также проводит курсы повышения квалификации по деструктологии с вручением свидетельства государственного образца. На основе курса лекций издан учебник «Основы деструктологии». Проводились выездные семинары, например, в Петропавловке-Камчатском в декабре 2019 года и в Луганске в июле 2022 года.

## Применение в судебной экспертизе
В 2022 году судебная психолого-психиатрическая экспертиза, основанная на деструктологии, проводилась по делу казанского стрелка. Как отмечал председатель Следственного комитета Российской Федерации Александр Бастрыкин, первоначальная экспертиза признала подсудимого невменяемым и не учла «факт влияния на Галявиева идей субкультурного течения „колумбайн“», но «выводы деструктологов, заключивших, что мотивация Галявиева сводилась к дублированию действий других последователей этого течения, в том числе Владислава Рослякова, устроившего массовый расстрел в Керчи», привели к пересмотру этого решения.
Более известна экспертиза сотрудников Лаборатории деструктологии МГЛУ по театральному делу, в том числе на основании которой арестованы автор пьесы «Финист ясный сокол» и лауреат премии «Золотая маска» за драматургию Светлана Петрийчук и режиссёр спектакля Женя Беркович. При исследовании записи спектакля и видеоролика на YouTube с читкой пьесы, эксперты заключили, что в нём содержатся признаки «оправдания терроризма» и «героизации боевиков ИГИЛ», «радикального феминизма и борьбы с андроцентричным общественным укладом России».
30 июня 2023 года Российский федеральный центр судебной экспертизы при Министерстве юстиции в ответ на адвокатский запрос по «театральному делу» заявил, что «деструктологической судебной экспертизы» не существует, поскольку «деструктология не является наукой» и не содержит «общепринятых научных и практических данных».

## Характеристика деструктологии как псевдонауки
29 мая 2023 года в связи с театральным делом было опубликовано открытое письмо под названием «Российские учёные против недобросовестных гуманитарных экспертиз в судах и легитимации псевдонаучного знания», в котором было заявлено, что: 

«Деструктология» в нормативных направлениях науки и образования, официально признаваемых в Российской Федерации, не значится. Равно её нет и в международном научном пространстве. Публикации по теме сводятся к творчеству одного автора (Романа Силантьева). Новая наука возникает не потому, что кто-то её провозглашает (как в случае деструктологии), а путём совершения в её рамках открытий, признанных научным сообществом. Этого не произошло. И в этом сходство деструктологии с такими псевдонауками, как соматипология (гадание по форме тела), дизайн человека (новая астрология) и лингвистико-волновая генетика (ДНК-голограмма)

Неприемлемо участие лиц с псевдонаучными и антинаучными воззрениями в подготовке гуманитарных экспертиз для судебных слушаний, они вводят таким образом суд в заблуждение. Особо отметим, что это происходит на фоне увеличения количества центров, подобных «Лаборатории деструктологии», объединяющих людей с лженаучными взглядами, но получающих заказы на официальные государственные экспертизы, что ведет к легитимации псевдонаучных направлений.
Письмо подписали более 200 российских учёных, в том числе профессор, доктор биологических наук Михаил Гельфанд; со-основатели общества Диссернет, физики Андрей Ростовцев и Андрей Заякин; директор Института русского языка РАН Федор Успенский; член Комиссии РАН по борьбе с лженаукой Александр Панчин и председатель комиссии Евгений Александров.

## Комментарии
1. ↑  На сайте лаборатории деструктологии МГЛУ, созданной в 2019 году[7], деструктология определяется как «новая прикладная наука», исследующая «деструктивные образования»: «террористические и экстремистские организации, нерелигиозные и тоталитарные секты, смертельно опасные молодежные субкультуры и прочее»[8]